# Song (okres Zhou)
Song – państwo w dawnych Chinach, leżące w dzisiejszej prowincji Henan, ze stolicą w dzisiejszym Shangqiu. Zostało stworzone jako państwo wasalne wschodniej dynastii Zhou, po jej zwycięstwie nad Shangami. Pokonani władcy Shang otrzymali je we władanie, by mogli kontynuować linię rodową i czcić swoich przodków (przodkowie-królowie byli uważani za potężne duchy, które w przypadku zaniedbania, mogłyby się zwrócić przeciw ludziom i zagrozić tym, którzy byli odpowiedzialni za przerwanie ich kultu, tj. władcom nowej dynastii Zhou). W okresie  Wiosen i Jesieni było jednym z głównych państw, ale od połowy VII w. p.n.e. jego pozycja słabła. Inwazja Chu w 633 r. p.n.e. została odparta dzięki wsparciu Jin. Nie mając możliwości ekspansji, podobnie jak np. Lu czy Zhongshan, stało się polem walki między silniejszymi państwami; by tego uniknąć w 579 zorganizowało konferencję pokojową między Jin, Chu, Qin i Qi, zakończoną jednym z pierwszych w historii traktatów pokojowych i rozbrojeniowych.
Pokój nie trwał długo i w okresie Walczących Królestw pozycja Song stała się drugorzędna, mimo jego zamożności (stolica – Dingtao – była prawdopodobnie najbogatszym centrum handlowym ówczesnego świata chińskiego); silna pozycja arystokracji utrudniała centralizację, która miała miejsce w innych państwach. W ciągu ostatecznych zmagań między Qin i Qi, Song zostało zaanektowane przez to ostatnie w 287 r. p.n.e.
Uwaga: państwa Song nie należy mylić z dynastią Song, rządzącą Chinami w latach 960-1279.